# Inakari (ö i Finland, Lappland, Kemi-Torneå, lat 65,70, long 24,17)
Inakari är en ö i Finland, numera sammanvuxen med grannön Kataja. Riksgränsen mellan Sverige och Finland korsar den sammanvuxna ön. Den ligger i kommunen Torneå i den ekonomiska regionen  Kemi-Torneå  och landskapet Lappland, i den norra delen av landet, 600 km norr om huvudstaden Helsingfors. Arean är 0,20 kvadratkilometer.
Terrängen på Inakari är mycket platt. Den sträcker sig 0,8 kilometer i nord-sydlig riktning, och 0,5 kilometer i öst-västlig riktning.